# براندون جينينغز
براندون جينينغز (بالإنجليزية: Brandon Jennings)‏ مواليد 23 سبتمبر 1989، هو لاعب كرة سلة أمريكي يلعب مع فريق ديترويت بيستونز في الرابطة الوطنية لكرة السلة ويحمل الرقم 7. يبلغ طوله 6 قدم 1 بوصة (1.9 م).

## فرق لعب لها
- ميلووكي باكز
- ديترويت بيستونز

## روابط خارجية
- براندون جينينغز على موقع الدوري الأوروبي لكرة السلة (الإنجليزية)
- براندون جينينغز على موقع إن بي أي (الإنجليزية)
- براندون جينينغز على موقع سبورتس رفرنس (الإنجليزية)
- براندون جينينغز على موقع كرة السلة الأوروبية.كوم (الإنجليزية)
- براندون جينينغز على موقع DraftExpress.com (الإنجليزية)
- براندون جينينغز على موقع إي إس بي إن.كوم (الإنجليزية)
- براندون جينينغز على موقع ريلجم (الإنجليزية)
- براندون جينينغز على موقع بروبوليرز (الإنجليزية)
- براندون جينينغز على موقع سبورتس رفرنس (الإنجليزية)
- براندون جينينغز على موقع سبورتس رفرنس (الإنجليزية)